# Colin Hannah
Sir Colin Thomas Hannah (22 de dezembro de 1914 - 22 de maio de 1978) foi um marechal do ar da Real Força Aérea Australiana (RAAF) e governador de Queensland. Nascido na Austrália Ocidental, foi membro da Milícia Australiana antes de ingressar na RAAF em 1935. Depois de se formar como piloto, Hannah serviu nos esquadrões N.º 22 e N.º 23 de 1936 a 1939. Durante os primeiros anos da Segunda Guerra Mundial, serviu como vice-diretor de armamento da RAAF. Colin Hannah combateu também no Sudoeste do Pacífico como comandante do Esquadrão N.º 6 e, mais tarde, da Asa N.º 71, operando bombardeiros Bristol Beaufort. Em 1944 já tinha sido promovido ao posto de capitão do grupo e, no final da guerra, estava encarregue do Comando da Área Ocidental em Perth.
Hannah comandou a Estação Amberley da RAAF, Queensland, entre 1949 e 1950, e serviu durante a Emergência Malaia como oficial sénior do estado-maior aéreo no quartel-general da Força Aérea do Extremo Oriente, um ramo da RAF, em Singapura, de 1956 a 1959. As suas outras nomeações no pós-guerra incluíram Vice-Chefe do Estado-Maior da Força Aérea de 1961 a 1965, comandante do Comando Operacional de 1965 a 1967 e do Comando de Apoio de 1968 a 1969. Em janeiro de 1970, Hannah foi promovido a marechal do ar e tornou-se Chefe do Estado-Maior Aéreo (CAS), o cargo sénior da RAAF. Cavaleiro em 1971, Hannah concluiu a sua nomeação de três anos como CAS um ano antes, em março de 1972, para tomar posse como governador de Queensland. Ele gerou controvérsias neste cargo, depois de fazer comentários críticos ao governo federal da época, levando a que o governo britânico recusasse dar luz verde para a prorrogação do seu mandato. Hannah aposentou-se em março de 1977, tendo falecido no ano seguinte.

## Início de carreira

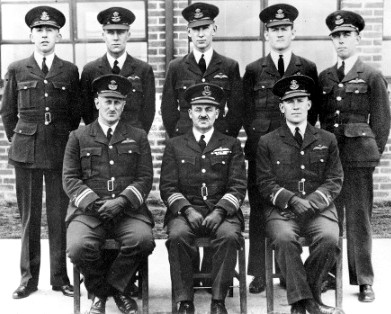
Oficial de voo Hannah (fila da frente, à direita) como ajudante na Estação de Pearce, da RAAF, ao lado do comandante de asa Ray Brownell, em 1938

Nascido no dia 22 de dezembro de 1914 em Menzies, Austrália Ocidental, Hannah era filho de Thomas Howard Hannah, o registador de mineração local e secretário de justiça, e de sua esposa Johanna Frame. Em 1936 Thomas Hannah foi nomeado magistrado interino do Eastern Goldfields e, em 1939, magistrado do tribunal local em Perth.
Hannah frequentou a Hale School, terminando com um Certificado Júnior em 1930. A partir de fevereiro de 1933, serviu numa unidade da milícia australiana, a 8.ª Brigada de Artilharia de Campanha, e no final daquele ano tornou-se funcionário do Departamento de Direito da Coroa do Serviço Público do Estado.
Hannah ingressou na Real Força Aérea Australiana no dia 15 de janeiro de 1935 como cadete na Estação de Point Cook, em Victoria. Após se formar na Escola de Treino de Voo N.º 1 da RAAF, obteve a sua comissão como oficial piloto em julho de 1936. A sua primeira colocação foi no Esquadrão N.º 22 na Estação de Richmond, em Nova Gales do Sul. Promovido a oficial de voo, foi nomeado ajudante com o recém-formado Esquadrão N.º 23 na Estação de Laverton, em Victoria, em maio de 1937. Um ano mais tarde, Hannah acompanhou o esquadrão, que operava aeronaves Hawker Demon e Avro Anson, até à sua nova localização na recém-inaugurada Estação de Pearce, na Austrália Ocidental, em março de 1938. No dia 5 de janeiro de 1939 casou-se com Patricia Gordon em Claremont; o casal teve uma filha. Tendo-se especializado como instrutor, ele então voltou a servir na Escola de Treino de Voo N.º 1.

## Segunda Guerra Mundial

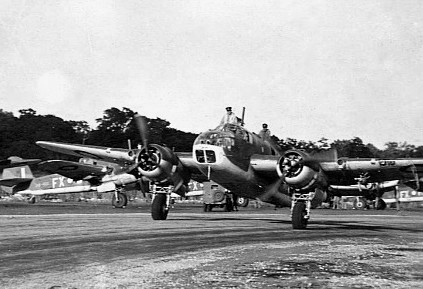
Bombardeiros Beaufort dos esquadrões n.ºs 6 e 8 na ilha Goodenough, em novembro de 1943

Promovido a tenente de voo, Hannah foi enviado para a Grã-Bretanha em julho de 1939 para realizar um curso de treino de armamentos da Real Força Aérea (RAF), que mal havia começado quando a guerra mundial foi declarada a 3 de setembro. Ele completou o curso e regressou à Austrália em março de 1940. Após breves colocações na Escola de Armamento N.º 1 e no quartel-general da Estação de Laverton, foi destacado para o Quartel-general da Força Aérea, em Melbourne, em maio. Foi promovido a líder de esquadrão interino em setembro de 1940 e tornou-se vice-diretor de armamento no ano seguinte. Em abril de 1942 Hannah foi promovido temporariamente a comandante de asa; no ano seguinte, em maio, realizou um curso de reconhecimento geral.
Em novembro de 1943 Hannah foi nomeado comandante do Esquadrão N.º 6 em Milne Bay, Papua, que operava bombardeiros leves Bristol Beaufort. Durante um voo de familiarização, ficou sob fogo amigo de armas antiaéreas na Ilha Kiriwina, mas conseguiu evitar ferimentos graves. Foi promovido temporariamente a capitão de grupo em dezembro e assumiu o comando da Asa N.º 71 no mês seguinte. Os Beaufort do Esquadrão N.º 6 e da Asa N.º 71 participaram numa série de grandes ataques a Rabaul, bombardeando e metralhando aeródromos, infra-estruturas e transportes marítimos; estes ataques continuaram até fevereiro de 1944, quando os japoneses retiraram os seus aviões de Rabaul. No mesmo mês, Hannah adoeceu e teve que ser repatriado para a Austrália. Após seis semanas de recuperação em Laverton, voltou ao Esquadrão N.º 6, baseado então na Ilha Goodenough. De março a agosto o esquadrão esteve envolvido essencialmente na escolta de comboios marítimos e tarefas antissubmarino. Em setembro de 1944 Hannah foi nomeado oficial sénior do estado-maior aéreo (SASO) no quartel-general do Comando da Área Ocidental, em Perth. Ele assumiu o controlo da formação do Comodoro do ar Raymond Brownell em julho de 1945, após a partida de Brownell para comandar o Grupo N.º 11 nas Índias Orientais Holandesas.

## Carreira na RAAF no pós-guerra

### Ascensão a Chefe do Estado-Maior da Força Aérea

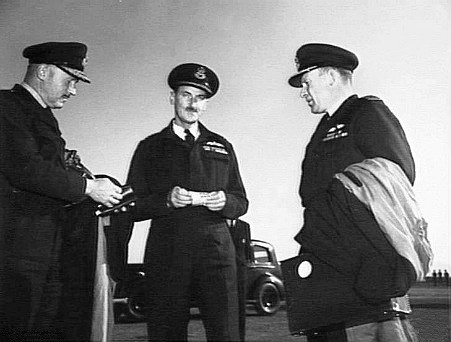
O capitão de grupo Hannah (à direita) com o vice-marechal do ar Val Hancock (à esquerda) e o capitão de grupo A. G. Carr, ao comando da Asa N.º 91 no Japão, outubro de 1952

Hannah entregou o comando da Área Ocidental em outubro de 1946 e foi enviado para a Grã-Bretanha. Nos dois anos seguintes, estudou no RAF Staff College, em Andover, e serviu como SASO na sede da RAAF Overseas, em Londres. De regresso à Austrália, em maio de 1949, assumiu o comando da base aérea de Amberley, em Queensland. A partir de agosto de 1950, também ocupou o comando temporário da formação de bombardeiros pesados Avro Lincoln da base, a Asa N.º 82. Promovido a capitão de grupo em outubro de 1950, Hannah foi nomeado Oficial da Ordem do Império Britânico (OBE) nas Honras do Ano Novo de 1951, em particular pela sua "habilidade excepcional" como SASO na sede da RAAF no exterior. Em setembro do mesmo ano foi nomeado Diretor de Serviços de Pessoal; a sua posição tornou-se Diretor-geral de Pessoal em julho de 1952. Como ajudante de campo da rainha Elizabeth II, Hannah estava fortemente envolvido no planeamento da parte da RAAF na Visita Real na Austrália de 1954. Ele havia sido elevado a Comandante da Ordem do Império Britânico (CBE) nas Honras do Aniversário da Rainha em junho daquele ano.
Em 1955 Hannah frequentou o Imperial Defense College, em Londres, e foi promovido a comodoro do ar. Ele foi então enviado para Singapura como SASO, para a sede da Força Aérea do Extremo Oriente da RAF, em janeiro de 1956, de modo a liderar operações de contra-insurgência durante a Emergência Malaia. O "serviço diferenciado" de Hannah durante o conflito foi reconhecido com a sua nomeação como Companheiro da Ordem do Banho (CB) em junho de 1959. Como Diretor-geral de Planos e Políticas desde março de 1959, foi responsável por iniciar a realocação do Departamento do Ar de Melbourne para Camberra. Em dezembro de 1961 Hannah foi nomeado Vice-Chefe do Estado-Maior da Força Aérea, sendo promovido para vice-marechal do ar em maio de 1962; a classificação tornou-se substantiva em janeiro de 1963. Mais tarde, foi descrito pelo seu oficial de estado-maior nesta função como "brusco" e "impessoal", embora não antipático, com uma maneira "pouco comunicativa" decorrente de uma preferência por "fazer a sua própria pesquisa, que pensava na substância das suas apresentações de projetos, e ditava ao seu estenógrafo, cujo ditado depois alterava e corrigia para a sua própria satisfação", demonstrando também incapacidade em delegar. Hannah serviu como Air Officer Commanding (AOC) do Comando Operacional de fevereiro de 1965 a dezembro de 1967, período em que os esquadrões de caça da RAAF completaram a sua conversão do CAC Sabre para o supersónico Dassault Mirage III. O seu mandato também viu o destacamento dos primeiros helicópteros australianos para o Vietname, oito UH-1 Iroquois do Esquadrão N.º 9 que partiu de Sydney em maio de 1966. A próxima nomeação de Hannah foi como comandante do Comando de Apoio, responsável pelo treino e manutenção na Força Aérea. Ao longo da sua carreira até este ponto, foi conhecido pela sua energia e determinação.

### Chefe do Estado-Maior da Força Aérea

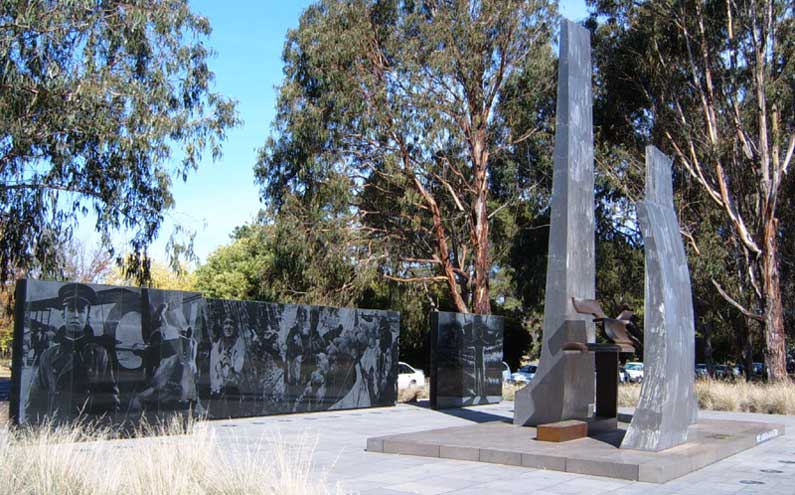
Memorial da RAAF em Camberra. O marechal do ar Hannah estava no comité que aprovou o monumento como revelado em 1973; os painéis traseiros datam de 2002

Hannah foi promovido a marechal do ar no dia 1 de janeiro de 1970 e sucedeu ao marechal do ar Sir Alister Murdoch como chefe do Estado-Maior (CAS) da Força Aérea. Murdoch já havia recomendado Hannah, conhecido por ser um forte defensor da participação australiana na Guerra do Vietname, para o cargo de Comandante das Forças Australianas no Vietname quando surgiu a necessidade de rotação no final de 1969; o posto foi para um oficial do Exército, e o governo federal ordenou a retirada da presença da RAAF no Vietname durante o mandato de Hannah como Chefe do Estado-Maior. Em março de 1970 o Ministro da Defesa, Malcolm Fraser, solicitou uma revisão do poder aéreo naval. Hannah discordou fundamentalmente de qualquer sugestão de que a Marinha Real Australiana deveria operar aeronaves terrestres, alegando que ele estava argumentando não de uma perspectiva partidária, mas para garantir que os recursos limitados de defesa da Austrália não fossem distribuídos por três serviços. Documentos confidenciais da RAAF da época declaravam que o seu objetivo era sempre "evitar dar à Marinha a oportunidade de estabelecer uma força aérea baseada em terra". Dois anos depois, Hannah respondeu favoravelmente a uma recomendação do presidente do Comité de Chefes de Estado-Maior, o almirante Sir Victor Smith, para usar o bombardeiro F-111, a ser entregue em breve, para apoio marítimo e outras funções.
Nas Honras do Ano Novo de 1971, Hannah foi elevado a Cavaleiro Comandante da Ordem do Império Britânico (KBE). O seu mandado como CAS coincidiu com o Jubileu de Ouro da RAAF, celebrado em março e abril daquele ano. Ele organizou pessoalmente uma passagem aérea de dois F-111 da Força Aérea dos EUA em espectáculos aéreos que marcaram a ocasião, gerando uma cobertura favorável para neutralizar a má publicidade que o ramo foi obtendo devido à entrada tão atrasada do tipo no serviço australiano. Também esteve envolvido em duas decisões controversas no mesmo ano. Em primeiro lugar, foi membro do comité para escolher um memorial da Força Aérea a ser localizado em Anzac Parade, Camberra. O projeto selecionado era uma escultura abstrata que, de acordo com o historiador oficial da RAAF Alan Stephens, refletia "a falha abrangente do painel de seleção em entender a natureza do serviço da força aérea". Em segundo lugar, Hannah encomendou um substituto para o uniforme de inverno da Força Aérea, tradicionalmente um tom "em algum lugar entre o azul real e o azul marinho" que havia sido escolhido pessoalmente pelo primeiro CAS da RAAF, o comandante de asa (mais tarde marechal do ar) Sir Richard Williams, para distingui-lo da cor mais clara da RAF. Hannah estreou publicamente o uniforme que o próprio aprovou, um terno azul-médio para todos os fins, num desfile de formatura em Point Cook, em 8 de dezembro de 1971. Foi objeto de muitos comentários adversos nos anos seguintes; os militares reclamaram por estarem a ser confundidos com funcionários de serviços de autocarros, comboios e correios. Um dos sucessores de Hannah como CAS, o marechal do ar Errol McCormack, ordenou que o uniforme voltasse à cor e estilo originais de Williams a partir de 2000.

## Governador
O mandato planeado de três anos de Hannah como Chefe do Estado-Maior foi interrompido por cerca de dez meses, quando aceitou uma oferta para servir como Governador de Queensland, tornando-se no primeiro oficial da RAAF a receber uma nomeação de vice-rei. O anúncio foi feito em janeiro de 1972, e assumiu o cargo a 21 de março. Ele sucedeu a Sir Alan Mansfield. Hannah não tinha uma forte ligação com Queensland no momento da sua nomeação, e só viveu no estado durante o seu período como comandante da Estação de Amberley entre 1949 e 1951. Alegou não ter procurado ativamente o cargo de governador e foi criticado por não consultar colegas de alto escalão antes de tomar a sua decisão de se aposentar antecipadamente do seu cargo de chefe da Força Aérea. Ele foi substituído como CAS pelo seu vice, o vice-marechal do ar (mais tarde marechal do ar) Sir Charles Read.
Descrito quando assumiu o cargo como "um homem com flexibilidade de mente e capacidade de se misturar com as pessoas, tão necessário para um governador", Hannah foi nomeado Cavaleiro Comandante da Ordem de São Miguel e São Jorge (KCMG) e Cavaleiro e Vice-Prior da Venerável Ordem de São João em setembro de 1972. O seu mandato como governador foi relativamente tranquilo até 1975. Em outubro daquele ano, gerou uma controvérsia num almoço da Câmara de Comércio de Brisbane ao criticar a "inépcia desastrada" do governo trabalhista federal do primeiro-ministro Gough Whitlam por colocar a Austrália no "seu estado económico atual". Esperava-se que os nomeados para vice-rei na Austrália permanecessem acima da política, mas Hannah declarou que seria "culpado de se abrigar atrás de convenções, de negar a herança e falhar na consideração pelo povo de Queensland" se não dissesse o que pensava. O incidente ocorreu a meio de uma crise constitucional e, segundo o historiador militar Chris Coulthard-Clark, foi "amplamente visto como uma intervenção flagrante na arena política nacional". O governo federal respondeu aconselhando a rainha a revogar a comissão inativa de Hannah para servir no lugar do governador-geral, se necessário; na época, Hannah foi o segundo na fila para servir como Governador-geral, depois do Governador de Nova Gales do Sul. Comentando o episódio 20 anos depois, o ex-governador-geral Bill Hayden, ele próprio de Queensland, falou da "demissão peremptória e justificável de Whitlam do governador de Queensland Sir Colin Hannah". Hayden observou que "a transgressão de Hannah não foi tanto por ele sofrer de uma noção excessiva da sua própria importância, o que acontecia, mas sim pela maneira intemperada com que atacou o governo nacional numa função pública em Brisbane. Ao fazer isso, ele subiu perigosamente acima do seu nível natural de pompa".
Após a sua sucessão em novembro de 1975, o primeiro-ministro liberal Malcolm Fraser tentou restabelecer a comissão inativa, mas a rainha – aparentemente seguindo o conselho do governo britânico que citou a falta de imparcialidade de Hannah – recusou dar consentimento. Quando o primeiro-ministro de Queensland, Joh Bjelke-Petersen, procurou estender o mandato do governador, o governo britânico recusou novamente. Bjelke-Petersen procurou levar o assunto adiante, mas Hannah recusou-se a permitir que o seu nome fosse apresentado novamente.
A 9 de outubro de 1976 Hannah dedicou um memorial em Cairns para comemorar as tripulações dos hidroaviões Catalina da RAAF que perderam as suas vidas no Sudoeste do Pacífico durante a Segunda Guerra Mundial. A sua nomeação para vice-rei chegou ao fim a 20 de março de 1977, e foi sucedido no mês seguinte pelo comodoro Sir James Ramsay.

## Reforma e final de vida
Hannah aposentou-se após a conclusão do seu mandato como governador de Queensland. Foi nomeado Cavaleiro Comandante da Real Ordem Vitoriana (KCVO) em agosto de 1977 (datado a partir de março) como parte da visita do Jubileu de Prata da rainha à Austrália. Hannah faleceu de ataque cardíaco no dia 22 de maio de 1978 na sua casa em Surfers Paradise, Queensland. Ele recebeu um funeral de estado e foi cremado; deixou a sua esposa e filha. O Hannah Community Park, situado nos subúrbios de Fadden e Gowrie, em Camberra, foi criado em sua homenagem em 2002.